# Cream the Rabbit
Cream the Rabbit (クリーム・ザ・ラビット?, Kurīmu za Rabitto) è un personaggio immaginario primario appartenente alla serie di videogiochi a piattaforme Sonic the Hedgehog.
Cream è una giovane coniglietta color crema, lei ha un grande legame con il Chao domestico chiamato Cheese, che la segue ovunque. Cream è il personaggio femminile più giovane in tutta la serie dato che ha sei anni. Come Tails è il braccio destro di Sonic, Cream lo è per Amy, la quale l'accompagna spesso a fare shopping, anche in compagnia di Blaze.

## Descrizione

### Aspetto
Cream è una giovane coniglietta antropomorfa di color crema di 6 anni, è alta solo 70 cm e pesa 12 kg, ha dei capelli di lunghezza media color crema dietro la testa divisi in due parti come dei codini, occhi color nocciola, orecchie lunghe quasi la metà del suo corpo tenute verso il basso ed ha alcune macchie marroni intorno agli occhi, sulla testa e nella parte inferiore delle orecchie. Indossa sempre un vestitino arancione con gonnellina, guanti bianchi con bottoncino dorato, un cravattino azzurro e scarpette arancioni e gialle.

### Doppiaggio
Cream è doppiata in giapponese dalla seiyū Sayaka Aoki da Sonic Battle, la quale ricopre tuttora il ruolo oltre ad averle prestato la propria voce nell'anime Sonic X. Nelle versioni americane dei videogiochi si sono susseguite: Sarah Wulfeck in Sonic Heroes, Sonic Battle e Sonic Advance 3, Rebecca Honig da Shadow the Hedgehog e Sonic Rush a Mario & Sonic ai Giochi Olimpici Invernali oltre che in Sonic X mentre Michelle Ruff la doppia da Sonic Colours e Sonic Free Riders in poi.
Cream è doppiata in Lingua italiana da Sabrina Bonfitto a partire da Sonic Generations mentre in Sonic X da Ilaria Latini.

## Biografia

### Videogiochi
Il primo gioco in cui Cream è comparsa è Sonic Advance 2, dove è un personaggio sbloccabile. Come Tails e Knuckles viene rapita dal Dottor Eggman ed in seguito liberata da Sonic. Prima del livello finale, la madre di Cream viene rapita dal Dr. Eggman e viene salvata in seguito da Super Sonic dopo che ha distrutto l'ultimo boss. In Sonic Pinball Party lavora al casinò di Casinopolis dove il giocatore potrà giocare alla roulette per accumulare ring tuttavia non ha un ruolo attivo nella modalità storia.
In Sonic Heroes è un personaggio di tipo Fly e membro del Team Rose, formato assieme ad Amy e Big, con cui fa squadra per trovare Froggy e un Chao di nome Chocola, entrambi scomparsi misteriosamente nel nulla. Durante il viaggio affronteranno e sconfiggeranno più volte il Dr. Eggman senza mai però riuscire a catturarlo e parteciperanno anche a due scontri in momenti distinti contro il Team Sonic e il Team Chaotix. Arrivati a Final Fortress distruggono Egg Emperor, un gigantesco robot armato di lancia e scudo, controllato dallo scienziato, dopodiché riescono a salvare i loro due amici. Nell'ultima storia il trio cerca di indebolire Neo Metal Sonic trasformato in Metal Madness, fornendo così il tempo necessario al Team Sonic di trasformarsi e sconfiggerlo. La modalità storia del Team Rose è la più semplice da completare, in quanto contenente livelli più corti e con meno nemici.
Cream compare in Sonic Battle dove fa imparare ad Emerl la tristezza e le emozioni.
È il terzo personaggio da sbloccare in Sonic Advance 3, dove viene trovata da Sonic a Cyber Track. Alla fine del gioco trova il robot Gemerl distrutto e con l'aiuto di Tails lo ripristina e gli cambia fazione.
Il ruolo di Cream in Sonic Rush è quello di personaggio di supporto di Blaze the Cat e gioca un ruolo importante nonostante non sia un personaggio giocabile. Incontra Blaze quando Cream si stava nascondendo tra alcuni cespugli. Blaze viene sorpresa da quanto fosse ingenua e fiduciosa nei confronti di uno sconosciuto, in seguito le due si recano a casa di Cream. Durante il gioco, Cream incoraggia Blaze durante le battaglie contro i boss e la aiuta a trovare Sonic. Cream mostra una grande comprensione per le azioni dei propri amici. Dice a Blaze che Amy è una perfetta rivelatrice di Sonic, anche se alcune volte si fa sopraffare dai suoi sentimenti. Gli racconta anche dell'ingenuità e del temperamento che ha normalmente Knuckles. Cream viene prese in ostaggio dal Dottor Eggman nel boss finale della storia di Blaze. Diventa triste quando Blaze se ne va dalla loro dimensione nella storia extra, però diventa subito felice dato che Blaze ha promesso a Sonic che si sarebbero visti nuovamente.
Lei e Cheese possono essere trovate nei muri del livello Cryptic Castle da Shadow the Hedgehog ed Amy Rose nel gioco Shadow the Hedgehog. Questa è la sua unica apparizione in tutto il gioco anche se la sua voce può essere sentita nei livelli The ARK e Cosmic Fall nella modalità Expert.
Compare in Sonic Chronicles: La Fratellanza Oscura come una delle reclute opzionali assieme ad E-123 Omega. Può essere trovata a Green Hill Zone dove è alla ricerca di Cheese che si è perso. Il suo ruolo nei termini dei giochi GdR è quello di guaritrice. Cream può guarire i propri compagni durante la battaglia e può utilizzare il suo fascino per rendere più deboli le statistiche dei nemici. Cream è un personaggio lento durante la battaglia dato che può attaccare solo una volta a round. Il personaggio soffre anche di potenza di attacco e di difesa.
Compare in Sonic Free Riders come personaggio giocabile. Lei fa parte del Team Rose composta anche da Amy e Vector (che questa volta sostituisce Big dal gioco originale). I tre riescono a completare l'EX World Grand Prix. Questo è anche il primo gioco in cui Cheese non è con lei anche se viene menzionato.
Appare in Sonic Colours (nella versione DS) dove finisce nel parco divertimenti del Dr. Eggman mentre stava facendo una passeggiata. Qui viene attaccata da Orbot e Cubot che pensavano che Cheese fosse un Wisp. Fortunatamente viene salvata in tempo da Sonic. Così Sonic e Tails gli chiedono come fosse arrivata li e lei gli spiega che aveva preso un ascensore dato che pensava fosse un viaggio emozionante. Viene attaccata nuovamente da Cubot mentre cercava di difendere un Chao. Sonic salva nuovamente Cream da Cubot che si lamenta perché non riceverà niente per cena se non catturerà il Chao. Così Cream si sente male per Cubot e decide di parlare con il robot. In seguito Cream insiste nel dire a Cubot che dovrebbe mangiare per diventare grande e forte. Cream chiede a Sonic e Tails di dare un nome al Chao che aveva protetto. Tails suggerisce il nome di Tornado, ma al Chao non piace il nome che gli aveva dato. Così Cream decide di dargli il nome di Milk, nome che al Chao piace immediatamente.
Cream e Cheese compaiono nella versione console di Sonic Generations. Il duo sta festeggiando il compleanno di Sonic e sta parlando con Blaze prima che il Time Eater le catturi e le teletrasporta a Speed Highway. Se Modern Sonic la salva, Cream gli dirà che è rimasta spaventata dal mostro oscuro e cercherà di essere più coraggiosa in futuro. Così Sonic Moderno per incoraggiarla solleva il suo pollice. Se Sonic Classico la salva, Cream gli dirà se avesse fatto un taglio di capelli dato che gli aculei sono più piccoli (molto simile al caso di Blaze che gli dice che sembra meno spinoso). Nel livello Center of Time, Cream e Cheese incoraggiano entrambi i Sonic, assieme a Blaze e Silver. Dopo la battaglia Cream e gli altri tornano nel loro tempo e continuano a festeggiare. Può essere vista assieme ad Amy mentre parlano con entrambi i Tails. Cream e Cheese compaiono anche in una missione di Speed Highway dove sfida Sonic Classico in una missione che consiste nel raccogliere più Chao possibili e aiuta Sonic Moderno in una missione di City Escape dove lo aiuta dandogli i ring, dato che non vi sono ring nel livello.
Cream riappare in Sonic Dream Team, dove viene rapita da Eggman e addormentata affinché la sua anima pura funga da filtro per materializzare nella realtà i sogni dello scienziato tramite il Reverie, venendo però addormentato da Ariem, la guardiana del macchinario. Cream è giocabile dalla seconda zona assieme a Tails come personaggio di tipo volo. Lei o Tails vanno usati per sfidare il secondo boss e Cream ha una sezione del boss finale. Alla fine tutti vengono risvegliati mandando il Reverie in fase dormiente e Cream fa riaddormentare lo scienziato per mano di Cheese. Tuttavia Tails è riuscito a modificare il protocollo del macchinario in modo tale che possano incontrare Ariem ogni volta che vorranno, dato che questa nel corso del gioco sviluppa un legame materno verso la coniglietta.
Cream riappare brevemente in cameo nel videogioco spin-off Shadow Generations.

### Altre apparizioni
Altre apparizioni secondarie del personaggio avvengono sotto forma di cameo in Sonic Adventure DX: Director's Cut (riedizione migliorata di Sonic Adventure) dove appare dopo aver giocato a Casinopolis prima di andare a Station Square con E-102 Gamma e dopo aver completato Twinkle Park con Big the Cat. Può essere vista volare in cielo mentre porta apparentemente la chiave del ghiaccio che comparirà ad un certo punto del gioco. Questo non è l'unico cameo che compie ma è il più conosciuto. Un altro cameo molto comune è quando si va a Station Square da Mystic Ruins (con qualsiasi personaggio), può essere vista mentre vola oltre alla spiaggia (questo cameo è presente solo nella versione PlayStation 3). In Amy no Page One è una sfidante, in Sonic Riders è personaggio sbloccabile di tipo Fly, ma non ha ruolo nella storia del gioco; come Rouge veste con una tuta diversa ed è l'unico personaggio segreto ad essere utilizzabile nelle missioni, in Sonic e gli Anelli Segreti è sbloccabile nella modalità Party, riappare in Mario & Sonic ai Giochi Olimpici come arbitro di diversi sport, nonostante in origine doveva essere giocabile assieme ad Omega, Silver, Rouge e Donkey Kong, e in Sonic Riders: Zero Gravity è un personaggio sbloccabile di tipo Fly, ma non ha nuovamente un ruolo nella storia del gioco.
È tornata in Mario & Sonic ai Giochi Olimpici Invernali come arbitro in diversi sport e fa anche gli applausi al giocatore assieme a Toad in modalità Festival. Nella versione DS, affida a Knuckles una missione nel Biathlon nella modalità Adventure Tour. Quando la missione viene completata, vi ricompenserà con il bastone di un combattente. In Mario & Sonic ai Giochi Olimpici di Londra 2012, Cream compare ancora una volta come uno degli arbitri più conosciuti assieme a Toad, Espio e Charmy ed è l'arbitro principale della serie Sonic. Assieme a Toad è un ospite nella modalità London Party, compie anche diverse cameo in alcuni eventi. Esiste anche una tuta per il proprio Mii acquistabile alla boutique. Sarebbe dovuta apparire anche nel remake del 2012 di Sonic Jump, tuttavia fu scartata nella versione finale del gioco. In Sonic Dash è un personaggio giocabile.
In Sonic Runners è un personaggio di tipo Fly, perciò è in grado di fluttuare a mezz'aria e di aumentare la velocità del gioco del 10%, anche se questo comporta la metà del punteggio finale. È comparsa anche in SEGA Heroes e Sonic Racing: CrossWorlds dove è nuovamente giocabile.

### Versioni alternative

#### Fumetti
Cream e Cheese compaiono per la prima volta nel numero 217 della serie a fumetti Sonic the Hedgehog, dove lei e sua madre, residenti in una magione nelle Baronie Meridionali, vengono salvate da Amy Rose dalle grinfie di Snively. Sfortunatamente la loro casa è stata distrutta, così si recano a New Mobotropolis. Dopo questo la dolce Cream gioca un ruolo importante dal numero 21 al 24 di Sonic Universe, dove lei e Amy aiutano Blaze the Cat nella ricerca dei Sol Emerald. Cream ha anche compiuto diversi cameo nella serie principale del fumetto, prima di diventare un personaggio importante. In seguito alla Super Genesis Wave, un cambiamento spazio temporale avvenuto nell'universo di Sonic, Cream è identica alla sua controparte presente nei videogiochi.
Nella serie spin-off Sonic the Hedgehog edita da IDW Publishing e canonica al filone videoludico, Cream debutta nel numero 17, dove viene specificato che abita a Floral Forest Village assieme a sua madre, ai due Chao Cheese e Chocola e il robot Gemerl.
Nel fumetto mensile Sonic X, Cream è uno dei personaggi secondari. Nell'adattamento manga di Sonic Generations è una delle partecipanti alla festa di compleanno di Sonic.

#### Animazione
In Sonic X, il Dr. Eggman, impossessatosi di tutti e sette gli Smeraldi del Caos, crea il Chaos Control catapultando Sonic ed i suoi amici sulla Terra. Mentre Eggman, accortosi di essere in un'altra dimensione, crea la propria base su di un'isola ponendosi l'obiettivo di conquistare il mondo, Sonic sfugge dalla polizia finendo nella piscina di una villa. Christopher Thorndyke, il ricco bambino che abitava nella villa, salva Sonic e lo ospita a casa sua, assieme ai suoi amici. In questa serie animata, Cream ha anche un ruolo da protagonista, sebbene non sia così attiva come gli altri personaggi principali, mostra il suo talento in diverse occasioni. La sua prima apparizione è nell'episodio 1, dove Sonic cerca di salvarla dalla base di Eggman, prima che il Chaos Control mandi Sonic ed i suoi amici in un altro mondo. Supporta spesso Sonic nelle sue avventure alla ricerca degli Smeraldi del Caos durante la prima stagione. La sua azione più memorabile è stata la vittoria contro Emerl durante la seconda stagione, dove lo forza a combattere contro di lei per la prima volta. Dopo sei anni dal salvataggio del mondo e dal ritorno a casa di Sonic e i suoi amici, Christopher Thorndyke, ormai adulto, un giorno trova la frequenza dello Smeraldo Gigante (Master Emerald) arrivando nella dimensione dei suoi vecchi amici. A causa dello sbalzo temporale, Chris ritorna all'età di dodici anni. Così, Sonic e i suoi amici dovranno cercare e trovare tutti gli Smeraldi del Caos per riportare a casa il loro amico, anche se a sbarrar loro la strada ci saranno i Metarex, esseri con l'obiettivo di governare l'universo. Inoltre, alla schiera di eroi si aggiungerà Cosmo, ultima della sua specie per via dello sterminio dei malvagi Metarex. Nella terza stagione viaggia assieme ai suoi amici nello spazio dove aiuta Cosmo a fermare i Metarex.

## Accoglienza
Cream ha ricevuto recensioni per la maggior parte negative da parte della stampa videoludica. Thomas East dell'Official Nintendo Magazine la classificò come al peggior personaggio di Sonic, criticando vari suoi aspetti e della sua voce acuta, sottolineando i suoi discorsi ripetitivi in Sonic Heroes, il suo "sorriso ridicolo" e la singola ciglia presenta su ciascun occhio. Christian Nutt di GameSpy l'ha individuò come una delle caratteristiche negative di Sonic Advance 2, definendola "banale" e "dall'aspetto inebetito". Jim Sterling di GamesRadar+ l'ha classificò come il secondo peggiore personaggio della serie, affermando "rappresenta forse tutto ciò che non va nei personaggi di Sonic the Hedgehog", trovando in particolare il suo nome casuale. Allo stesso modo, Tom Bramwell di Eurogamer esclamò "oh Dio" al suo nome ed a quello di Cheese. David Houghton di GamesRadar+ decise di classificare il suo nome come uno dei 25 peggiori tra tutti quelli presenti nei videogiochi, vedendo un doppio senso nella parola "cream". Al contrario, la recensione di Sonic Heroes svolta da un recensore di Xbox World affermò "adoro Cream" e la reputò "il miglior nuovo personaggio di Sonic dopo Tails". Shane Bettenhausen di Electronic Gaming Monthly la considerò come l'eroina meno allettante di sempre.
Nonostante tutto ciò, Cream rimane uno dei 4 personaggi femminili più ricorrenti della serie assieme a Amy, Blaze e Rouge ed è uno dei personaggi più popolari della serie in Giappone, dove infatti si piazzò egregiamente in un sondaggio di popolarità.